# Autogrill
Die Autogrill S.p.A. ist ein italienisches Unternehmen im Bereich Systemgastronomie und Handel mit Schwerpunkt Autobahnen und Flughäfen mit Sitz in Rozzano. 

## Geschichte
Autogrill geht auf die 1947 von Mario Pavesi gegründete Firma Pavesi zurück, die Autobahnrestaurants betrieb. 1977 verschmolz die italienische Staatsholding Istituto per la Ricostruzione Industriale (IRI) die Unternehmen Motta, Pavesi und Alemagna zu Autogrill. 1993 begann die Expansion ins Ausland mit der Übernahme von Les 4 Pentes in Frankreich 50 % und von Procace in Spanien.
1995 wurde Autogrill privatisiert, Mehrheitseigentümer wurde die Familie Benetton. 1997 wurden die Aktien erstmals an der italienischen Börse in Mailand gelistet. 1997/98 wurde die Internationalisierung mit dem Erwerb von Sogerba (Frankreich), AC Restaurant (Belgien und Niederlande) und Teilen von Wienerwald (Deutschland und Österreich) weitergeführt. 1999 wurde der US-amerikanische Gaststättenbetreiber Host Marriott Services übernommen und die Geschäftstätigkeit damit in die USA ausgedehnt. 2001 erfolgte mit der Übernahme der Passaggio Holding AG der Schritt in die Schweiz. 2002 kamen Receco in Spanien und SMSI Travel Centres Inc in den Vereinigten Staaten ins Portfolio.
2003 wurde die auf Restaurants spezialisierte Anton Airfood in den Vereinigten Staaten übernommen. 2005 erwarb Autogrill 50 % an Aldeasa, Spaniens größtem Betreiber von Flughafengastronomie und Duty-Free-Shops, sowie 49,9 % der am Flughafen Frankfurt Main tätigen Steigenberger Gastronomie. 2006 erfolgte der Schritt nach Kanada mit dem Erwerb der Flughafen-Gastronomie von Cara. 2007 erfolgte mit dem Erwerb der Alpha Group der kurzzeitige Einstieg in den Bereich Catering für Fluggesellschaften, diese Aktivitäten wurden 2010 wieder abgegeben.
2008 erfolgte die Übernahme bestehender Raststätten der Tank & Rast, der AXXE (vormals Metro AG, heute auch Tank & Rast) sowie von privat an den bundesdeutschen Autobahnen. 2009 wurden Autobahnraststätten in Westösterreich und Slowenien eröffnet und von der Autogrill Schweiz AG geführt.
Im Februar 2023 wurde die Mehrheit von Autogrill von Dufry übernommen, die bisherige Autogrill-Eigentümerin Edizione srl wurde dadurch größte Aktionärin von Dufry mit einem Anteil von 27,5 %.

## Aktivitäten

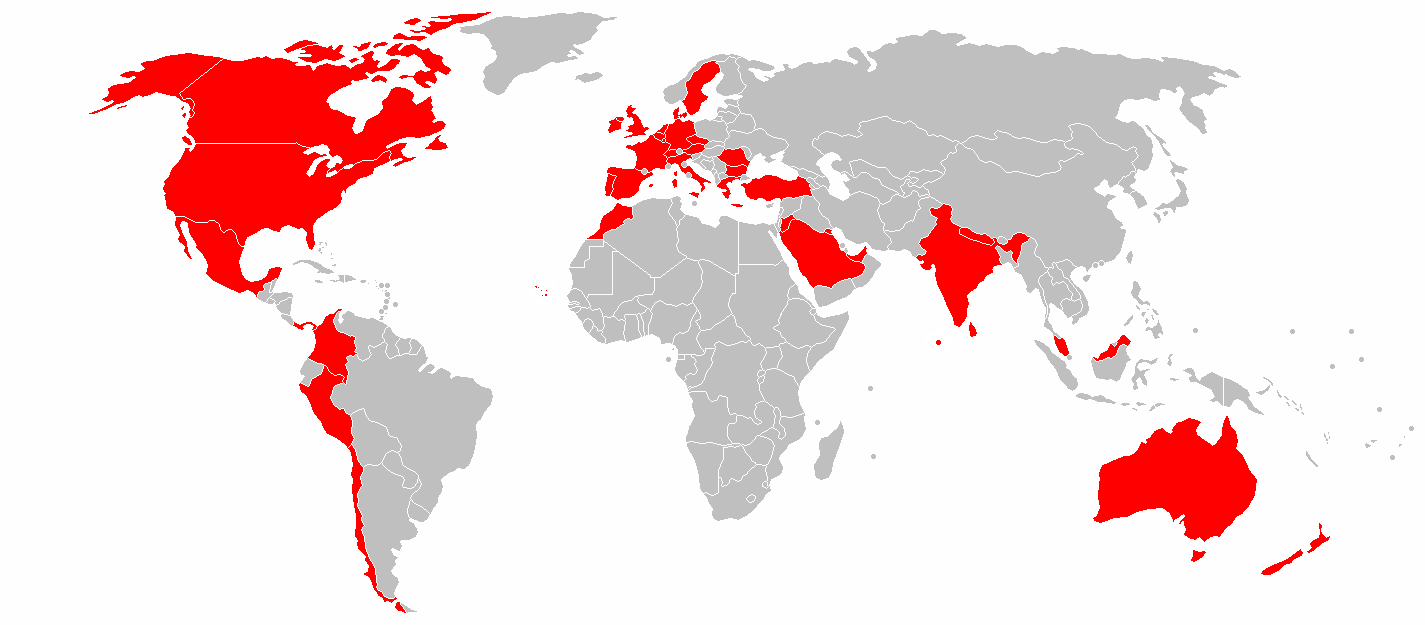
Autogrill weltweit

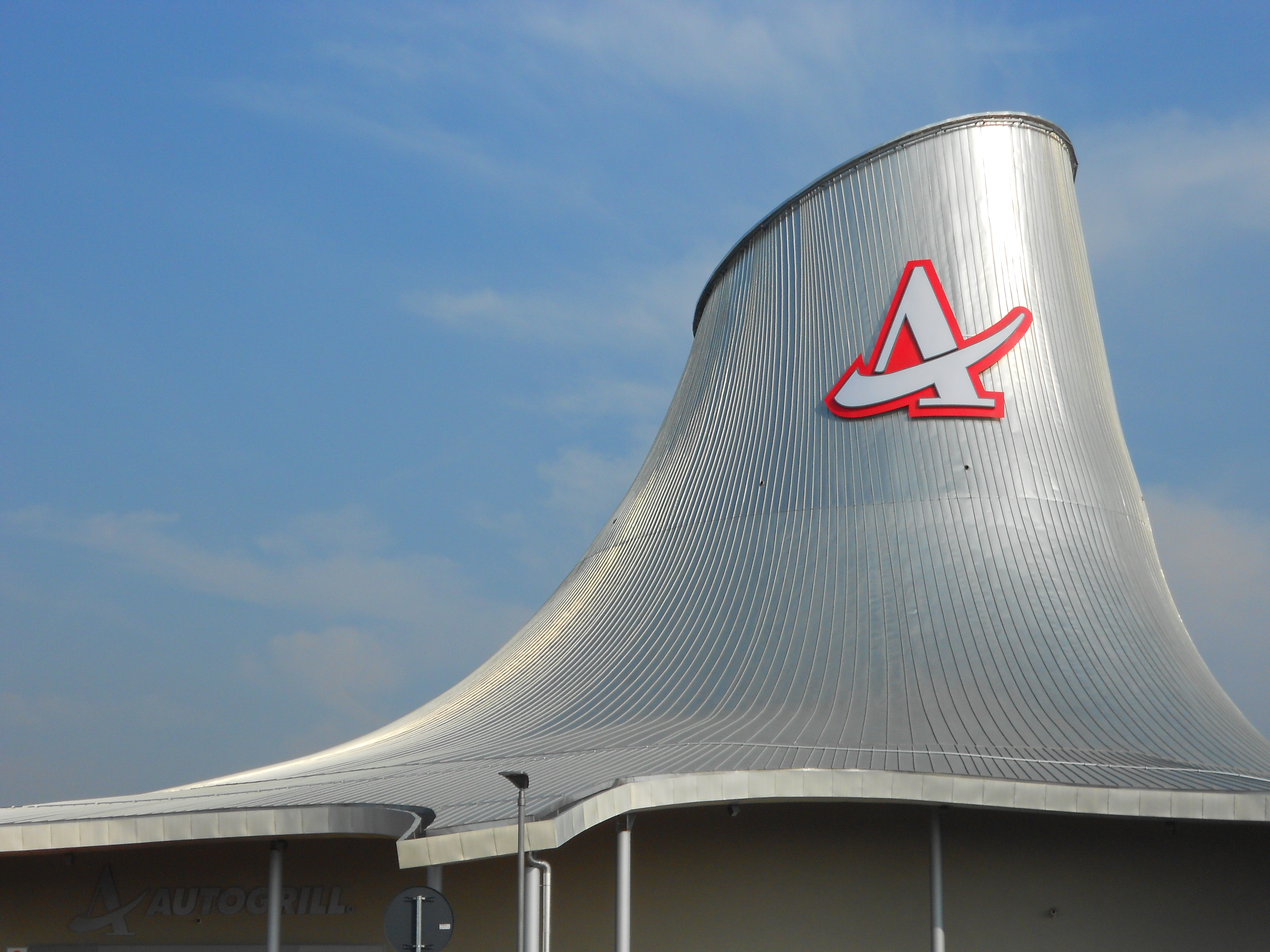
Ecogrill, Autogrill, Lainate (Mailand)

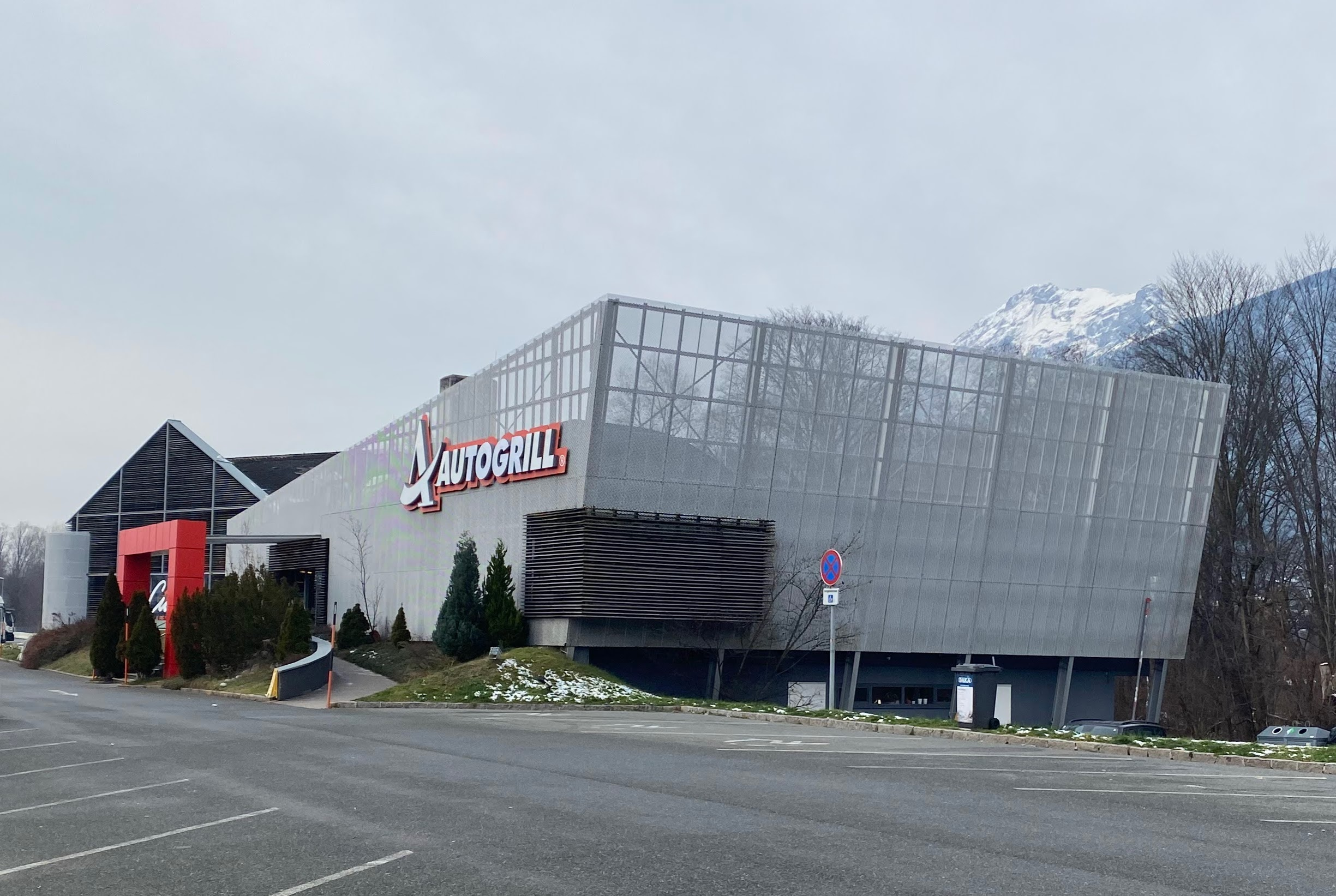
Autogrill an der Raststation Weer, Österreich

Autogrill betreibt Gaststätten und Duty-Free-Shops für Reisende. Die genutzten Flächen werden fast ausschließlich auf Basis von Konzessionsverträgen genutzt, insbesondere an Autobahnen und auf Flughäfen, aber auch in Bahnhöfen, Shopping Centern und Messen.
Autogrill hat über 350 verschiedenen Marken, darunter etwa 50 eigene (z. B. Autogrill, Spizzico, O'Conway's, Flatbreadz) und über 200 unter Lizenz, darunter Starbucks, Burger King, Prêt à Manger und Eataly.
Das Gesamtportfolio umfasst rund 3.300 Geschäfte in 30 Ländern auf vier Kontinenten. Die Systemgastronomie („Food & beverage“) macht 69 % des Umsatzes aus, Handel und Duty-Free („Travel Retail & Duty free“) 31 %.

## Aktie
Die Aktie war bis zum aufgrund der Übernahme durch Dufry erfolgten Delisting am 24. Juli 2023 an der Borsa Italiana gelistet und dort Bestandteil des FTSE Italia Mid Cap.
Haupteigner war bis zur Übernahme durch Avolta die Schematrentaquattro S.r.l., die 50,1 % der Aktien besaß, 49,9 % befanden sich in Streubesitz. Schematrentaquattro gehört zur Edizione S.r.l., der Investmentfirma und Holding der Familie Benetton, die damit indirekt Hauptanteilseigner von Autogrill war.